# Fundación Club Baloncesto Granada
La Fundación Club Baloncesto Granada, también conocida como Covirán Granada por motivos de patrocinio, es un equipo de baloncesto de la ciudad de Granada que milita en la Liga ACB, primera categoría del baloncesto español. Es el equipo referente de baloncesto de la ciudad.
La Fundación CBG cuenta con un conjunto sénior y a su vez máximo representante de la entidad, que es conocido como Covirán Granada debido a que esta empresa es su principal patrocinador.

## Historia
Temporada 2012/2013, inicio de un proyecto ilusionante con presente y mucho futuro. Primera temporada en Primera División Andaluza, el grupo lo forman 8 equipos en la liga regular, quedando segundo y clasificándose para los play off de ascenso. La primera eliminatoria de cuartos se jugó contra CDB. Enrique B. siendo el resultado de la eliminatoria 2-0 a favor de nuestro equipo. Las semifinales se jugó contra el Baloncesto Baza la eliminatoria que es a doble partido quedó 1-1 pero el mejor average de nuestro equipo +7 dio plaza a la final, jugando contra Unicaja Málaga "B", perdiendo la final por 83-75, quedando subcampeones , y los dos equipos finalistas ascendieron a la Liga EBA.
Temporada 2013/2014, primera temporada en Liga EBA,  el grupo lo forman 12 equipos en la liga regular, quedando cuarto, no se clasificó para los play off de ascenso. Jugó la I Copa  de Andalucía Liga EBA grupo D, ganando la final por 67-59 al CB.Morón.
Temporada 2014/2015, segunda temporada en Liga EBA, el grupo lo forman 14 equipos en la liga regular, quedando tercero, y clasificándose para liga de ascenso. Encuadrado en el grupo 2. Primer partido lo ganó por 105-71 al  Aracena AEC.C. El segundo partido de la liguilla lo jugó contra Albacete Basket, imponiéndose en un ajustado partido por 80-76.El tercer partido y definitivo en un ajustado partido se jugó contra UCAM Murcia ganando por 68-67 y consiguiendo el ascenso Liga Española de Baloncesto Plata   como campeón del grupo 2. En el global de los cuatro grupo quedó tercero de la Liga EBA.
Temporada 2015/2016, primera temporada en Liga Española de Baloncesto Plata, el grupo lo forman 14 equipos en la liga regular, quedando cuarto y clasificándose para los play off de ascenso. La primera eliminatoria de cuartos la perdió el equipo granadino por 2-0 con el C.B.Avila, quedando eliminado.
Temporada 2016/2017, segunda temporada en Liga Española de Baloncesto Plata:, el grupo lo forman 16 equipos en la liga regular, quedando tercero y clasificándose para los play off de ascenso. La eliminatoria de cuartos la ganó por 3-0 al Basket Navarra Club.   En semifinal se enfrentó al Zornotza S.T siendo eliminado al caer en el último partido en casa por 81-92 y quedando la eliminatoria 2-3 a favor de Zornotza S.T. Destaca esta temporada la obtención del título de  Copa LEB Plata al vencer al Club Baloncesto Lucentum Alicante por 80-74.
Temporada 2017/2018, tras un final de temporada muy disputado con hasta tres equipos disputándose la primera plaza, la cual otorgaba el ascenso de forma directa sin necesidad de jugar playoffs, consiguió el deseado ascenso a la Liga Española de Baloncesto Oro el 14 de mayo de 2018 tras vencer a Basket Navarra Club en tierras navarras por un ajustado 74-78, a falta de una jornada para terminar la liga. Destaca también esta temporada la obtención del título de  Copa LEB Plata al vencer al Fundación Globalcaja La Roda por 71-63.
Temporada 2018/2019, en  Liga Española de Baloncesto Oro  el club realiza una gran temporada y finaliza en octava posición con un balance de 20-14. Esta posición le dio el derecho a jugar play-offs, en los que se enfrentó contra CB Bahía San Agustín. Tras una eliminatoria muy apasionante y disputada, ésta se decantó finalmente para  el cuadro mallorquín, con un balance definitivo de 3-2.
Temporada 2019/2020, el club partía con unas grandes expectativas tras la gran temporada pasada y después de mantener prácticamente intacta la plantilla, exceptuando la marcha de Devin Wright y Eloy Almazán y la llegada de Diego Kapelan y Earl Watson. Tras un buen inicio de temporada con el que el club llegó a ponerse líder tras la finalización de la jornada 4, experimentó una gran irregularidad cimentada en el balance negativo fuera de casa, con una sola victoria en toda la temporada regular, frente a Real Canoe Natación Club Baloncesto Masculino. Finaliza la temporada en la 13.ª posición, con un balance de 9 victorias y 15 derrotas, tras la cancelación de la temporada por la pandemia mundial del COVID-19.
Temporada 2020/2021, la categoría se divide en dos grupos en la liga regular, jugando en el grupo B .El club realiza una gran temporada y finaliza en segunda posición de la liga regular con un balance de 12-6. Jugando la segunda fase por la clasificación por el ascenso con un balance de 13-5, quedando primero. Esta posición le dio el derecho a jugar play-offs, en los que se enfrentó en ¼  contra Real Murcia Baloncesto. Tras una eliminatoria muy apasionante y disputada, ésta se decantó finalmente por el cuadro granadino, con un balance definitivo de 2-1. En 1/2 contra Club Básquet Coruña, tras una eliminatoria muy igualada, ésta se decantó finalmente para el cuadro granadino, con un balance de 2-1. Y la final que se rondó cerca el ascenso en Lugo, pero en el último partido cayo el conjunto granadino en el palacio, quedando la eliminatoria 2-1 para el Club Baloncesto Breogán, siendo el equipo granadino subcampeón Liga Española de Baloncesto Oro.
Temporada 2021/2022, la categoría se configura en un único grupo de 18 equipos. El club realiza una gran temporada, la mejor de su historia, y finaliza en primera posición de la liga regular con un balance de 26-8, proclamándose campeón .La semana clave de la temporada se da en la semana de jugar la final de la Copa Princesa, perdiendo esta contra Movistar Estudiantes por un estrecho marcador 73-72.En esa semana se regresa a Madrid para jugar contra Movistar Estudiantes, partido clave de la temporada ganando a Estudiantes por 68-78, y hubo que esperar a la penúltima jornada en casa para certificar el ascenso a la Liga ACB, el recorrido de 10 temporadas ponía guinda a este gran proyecto desde Primera División Andaluza a la Liga ACB donde jugara en la temporada 2022/2023.
Temporada 2022/2023, primera temporada en la Liga ACB, magnifico comienzo de liga pero las lesiones de varios jugadores claves lleva al equipo a un final de temporada de infarto, jugándose toda ella en la penúltima jornada contra el Coosur Real Betis , ganando ese partido por 85-91, pero el básquet average perdido obligaba la última jornada a ganar y que el Coosur Real Betis  perdiera. En esta última jornada se consigue la permanencia en la Liga ACB, después de ganar por 73-62 y el  Coosur Real Betis perdiera su partido.
Temporada 2023/2024, segunda temporada en la Liga ACB, mal inicio ligero unido cambios obligados,junto a pinchazos en partidos claves, cuatro partidos perdidos por un punto o en la prórroga,lleva al equipo a jugarse toda la temporada en las dos últimas jornadas, consiguiendo vencer en Zaragoza en la penúltima jornada, y en la última en el Palacio contra Gran Canarias, tener que hacer lo mismo que Obradoiro,se consigue la permanencia ganando a Gran Canarias por 74-67 con la respuesta a tiempo del equipo y una afición entregada.
Temporada 2024/2025 tercera temporada en la Liga ACB, mal temporada donde no se consigue ningún triunfo sorpresa ante los grandes de la liga, y en la liga particular con los tuyos se pierden partidos claves que llevan al equipo al descenso, ocupando la plaza 17, una temporada mala, la cual termina de la mejor manera posible pese a descender, pues se repesca al equipo en ACB porque un equipo que ascendio en la cancha a la ACB, no consiguió inscribirse a tiempo y la ACB lo deja fuera de la competición. Por tanto la temporada 25/26 el equipo militará en la ACB, pese al descenso deportivo.
El equipo es considerado como un ejemplo a seguir, tras conseguir tres ascensos en 6 años y pasar de Primera Nacional a Liga Española de Baloncesto Oro. Además, ha batido numerosos récords de asistencia a un partido de LEB Plata.+/
En 2017 se retiran por primera vez en la historia del equipo los dorsales en honor a dos jugadores son el dorsal 8 y el dorsal 18 de Pablo García y Jesús Fernández.
A finales de 2018 la Fundación anunció que recuperaba el equipo sénior femenino, conocido como Granal Sport Fundación CB Granada bajo la dirección de José Carlos Cañadas y Francisco Soler.
La cantera de la Fundación CBG engloba a diferentes equipos de baloncesto federados y de las Escuelas Baloncesto Puleva con unos 700 jugadores, de los cuales 250 pertenecen a equipos federados (minibasket, infantil, cadete y sénior). Los equipos femeninos representan el 25% del total de la cantera.
Además de los dos ascensos conseguidos por el equipo sénior, en su corta vida las categorías base han conseguido un meritorio subcampeonato de Andalucía infantil, alcanzando ese mismo equipo el décimo puesto estatal, y un bronce un año más tarde el cadete, que en el Campeonato de España celebrado en Zaragoza en 2014,  consiguió colarse entre los 8 mejores, siendo el único club no ACB en cuartos, y finalizando el torneo en octava posición.
Es uno de los tres equipos que cuentan en sus vitrinas con dos Copa LEB Plata.

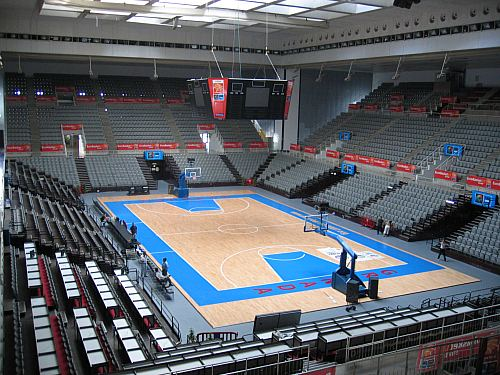
Palacio Municipal de Deportes Granada.

Juega sus partidos como local en el Palacio Municipal de Deportes de Granada.

## Historial
-Liga ACB: 4 Temporadas. (2022/2023; 2023/2024;2024/2025; 2025/2026). 
-Primera FEB :4 Temporadas. (2018/2019; 2019/2020; 2020/2021; 2021/2022). 
-Segunda FEB: 3 Temporadas. (2015/2016; 2016/2017; 2017/2018). 
-Tercera FEB.: 2 Temporadas. (2013/2014; 2014/2015). 
-Primera División Andaluza:: 1 Temporada.  (2012/2013).

## Palmarés

### Títulos nacionales
- FEB:

- 2021-2022: Campeón de la Liga Española de Baloncesto Oro
- 2021-2022: Subcampeón de la Copa Princesa de Asturias:  Movistar C. B. Estudiantes 73- Covirán Granada 72.
- 2020-2021: Subcampeón de la Liga Española de Baloncesto Oro
- 2017-2018: Campeón de la Liga Española de Baloncesto Plata
- 2017-2018. Campeón de la Copa LEB Plata, tras vencer en la final al Fundación Globalcaja La Roda por 71-63.
- 2016-2017 Campeón de la Copa LEB Plata, tras vencer en la final a Club Baloncesto Lucentum Alicante por 80-74.
- 2013-2014 Campeón de la I Copa Andalucía EBA (D), tras vencer en la final a Club Baloncesto Morón por 67-59.

- Primera División Andaluza:

- 2012-2013 Subcampeón Grupo A

### Títulos regionales
- 2023 ; 2024 Subcampeón Copa de Andalucía de Baloncesto

### Torneos amistosos
- 2024 Campeón I Trofeo Costa Cálida de Murcia.
- 2024 Campeón I Trofeo Diputación de Granada.

## Trayectoria
| Temporada | Categoría             | Nivel | Puesto | Balance | Playoff    | Copa Rey/Príncesa/Catg. |
| 2012-2013 | 1.ª División Nacional | 5     | 2.º    | 10-4    | Subcampeón |                         |
| 2013-2014 | Liga EBA "D"          | 4     | 4.º    | 16-6    |            | Campeón                 |
| 2014-2015 | Liga EBA "D"          | 4     | 3.º    | 19-7    | Campeón    |                         |
| 2015-2016 | LEB Plata             | 3     | 5.º    | 15-11   | 1/4        |                         |
| 2016-2017 | LEB Plata             | 3     | 3.º    | 20-10   | 1/2        | Campeón                 |
| 2017-2018 | LEB Plata             | 3     | 1.º    | 23-7    | Campeón    | Campeón                 |
| 2018-2019 | LEB Oro               | 2     | 8.º    | 20-14   | 1/4        |                         |
| 2019-2020 | LEB Oro               | 2     | 13.º   | 9-15    |            |                         |
| 2020-2021 | LEB Oro               | 2     | 1.º    | 25-11   | Subcampeón |                         |
| 2021-2022 | LEB Oro               | 2     | 1.º    | 26-8    | Campeón    | Subcampeón              |
| 2022-2023 | ACB                   | 1     | 16º    | 11-23   |            |                         |
| 2023-2024 | ACB                   | 1     | 15º    | 11-23   |            |                         |
| 2024-2025 | ACB                   | 1     | 17º    | 09-25   |            |                         |
| 2025-2026 | ACB                   | 1     |        |         |            |                         |

| Leyenda                |
| Primer Nivel Nacional  |
| Segundo Nivel Nacional |
| Tercer Nivel Nacional  |
| Cuarto Nivel Nacional  |
| Primer Nivel Regional  |

## Peñas de animación
- Frente Nazarí
- Esquina Rojinegra